# منتخب ملاوي لكرة القدم للسيدات
منتخب ملاوي الوطني لكرة القدم للسيدات (بالإنجليزية: Malawi women's national football team)‏ هو ممثل مالاوي الرسمي في المنافسات الدولية في كرة القدم للسيدات، يديريه اتحاد مالاوي لكرة القدم.